# Riu Mngeni (Buffalo)
El riu Mngeni (en afrikaans: Mngenirivier) és un riu que flueix pel centre de KwaZulu-Natal, Sud-àfrica. El riu desemboca al riu Buffalo que més tard s'uneix al riu Tugela.